# Shahrestān-e Shūsh
Shahrestān-e Shūsh (persiska: شهرستان شوش, شوش) är en delprovins (shahrestan) i Iran.   Den ligger i provinsen Khuzestan, i den västra delen av landet, 500 km sydväst om huvudstaden Teheran.
Delprovinsen hade 205 720 invånare 2016.